# Schwarzplan

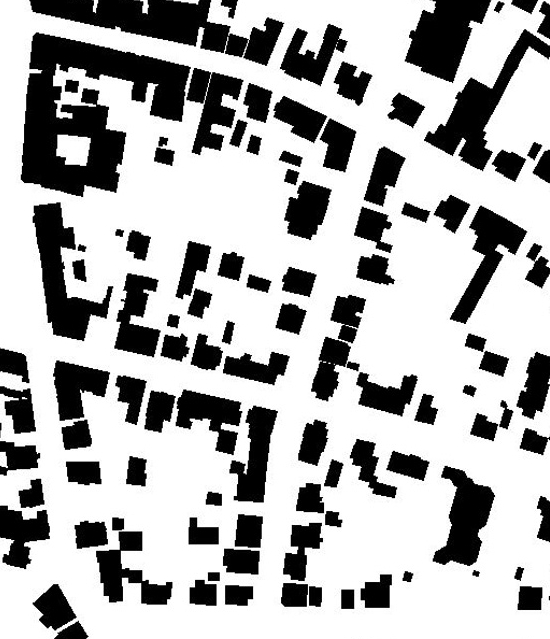
Schwarzplan mit dichter Innenstadtbebauung.

Schwarzplan von Berlin und Umland

Der Schwarzplan ist ein Instrument der Stadtplanung zur Darstellung von Gebäuden in einem ausgewählten Planausschnitt. Alle anderen Planelemente wie beispielsweise Straßen, Vegetation oder Gewässer werden ausgeblendet. Durch diese Modifikation kann klar zwischen bebauter (schwarz dargestellt) und unbebauter Fläche (weiß dargestellt) unterschieden werden. Mit Hilfe dieses Planes lässt sich die Stadtmorphologie und deren Entwicklung untersuchen. Als eine der ersten Darstellungen dieser Art bzw. als Vorläufer davon gilt das Planwerk La Nuova Topografia di Roma (die neue Topographie von Rom) von Giovanni Battista Nolli aus dem Jahr 1748.

## Ziel
Zur Analyse städtebaulicher Strukturen wird der Schwarzplan als Werkzeug der Stadtplanung und teilweise auch Landschaftsplanung verwendet. Er bildet Dichte und Körnung der raumbildenden Baumassen einer Stadt anschaulich ab. Anhand des Schwarzplans ist die Bebauungsstruktur in Form von offener und geschlossener Bebauung ablesbar. Die Stadtbausteine – wie Block, Reihe, Zeile und Solitär –  können anhand des Plans räumlich zugeordnet werden. Unterschiedliche Gebäudetypen sind im Schwarzplan ablesbar; er stellt beispielsweise freistehende Ein- und Doppelhäuser, Reihenhäuser, Geschosswohnungsbauten und Sonderbauten dar. Die Disposition und Lage der Gebäude und des umgebenden Freiraums sind dem Schwarzplan zu entnehmen. Der Plan gibt Aufschluss über die jeweilige Bebauungsstruktur und zeigt die vorhandenen Gebäudetypologien auf. Er visualisiert zudem Raumkanten und Raumwirkungen. Da dem Plan nichts hinzugefügt wird und er formal stark reduziert ist, stellt er eine plakative Infografik dar.

## Schwarzplan Grün
Der Schwarzplan Grün stellt die Grundrisse und Grundformen der urbanen Landschaftsarchitektur dar. In diesem Plan werden Freiraumtypen wie Gärten, Vorgärten, Grünflächen, Baumscheiben, Verkehrsinseln, Böschungen und Abstandsgrün als schwarze Flächen visualisiert, sofern sie sich als Bestandteil oder Grenzelement des öffentlichen Raumes der Straßen, Plätze und Gewässer definieren lassen. Der Schwarzplan Grün zeigt als Objekttextur die Netztextur des städtischen Grün- und Freiraums.